# Never Give Up On The Good Times
『ネヴァー・ギヴ・アップ・オン・ザ・グッド・タイムス』(Never Give Up On The Good Times)はイギリスの人気女性グループ、スパイス・ガールズによってリリースされる予定だったシングル。彼女達の2枚目のアルバム『スパイスワールド』に収録されている。

## 解説
1998年5月、スパイス・ガールズにとって大きな転機を迎えた。同月31日にメンバーのジェリが脱退するとスパイス・ガールズの計画は大幅に修正された。本来はViva Foreverと共にダブルAサイドとして1998年5月にリリースされる予定だったが、この曲のメインボーカルのジェリが同時期に脱退したために"Viva Forever"のみリリースされた。
2022年には『スパイスワールド』発売25周年を記念してグループの足跡を振り返ったミュージック・ビデオが公開された。